# Miliusa brahei
Miliusa brahei (F. Muell.) Jessup – gatunek rośliny z rodziny flaszowcowatych (Annonaceae Juss.). Występuje endemicznie w Australii – w stanie Queensland, na Terytorium Północnym oraz w północnej części Australii Zachodniej. 

## Morfologia
PokrójZimozielone drzewo dorastające do 15 m wysokości.
LiścieMają owalny lub eliptyczny kształt. Mierzą 4–14 cm długości oraz 1,5–5 cm szerokości. Nasada liścia jest od ostrokątnej do rozwartej. Blaszka liściowa jest całobrzega o wierzchołku od ostrego do spiczastego. Ogonek liściowy jest nagi i dorasta do 1–3 mm długości.
KwiatySą pojedyncze lub zebrane po 2 w pęczki, rozwijają się w kątach pędów. Działki kielicha mają owalny kształt i dorastają do 2 mm długości. Płatki mają owalny kształt i zielonożółtawą barwę, osiągają do 3–15 mm długości. Kwiaty mają 36 pręcików i 26 owocolistków.
OwoceApokarpiczne (owoc zbiorowy), mają prawie kulisty kształt. Osiągają 7–15 mm długości.

## Biologia i ekologia
Rośnie w lasach i zaroślach, na terenach nizinnych.